# Alsterdampfer

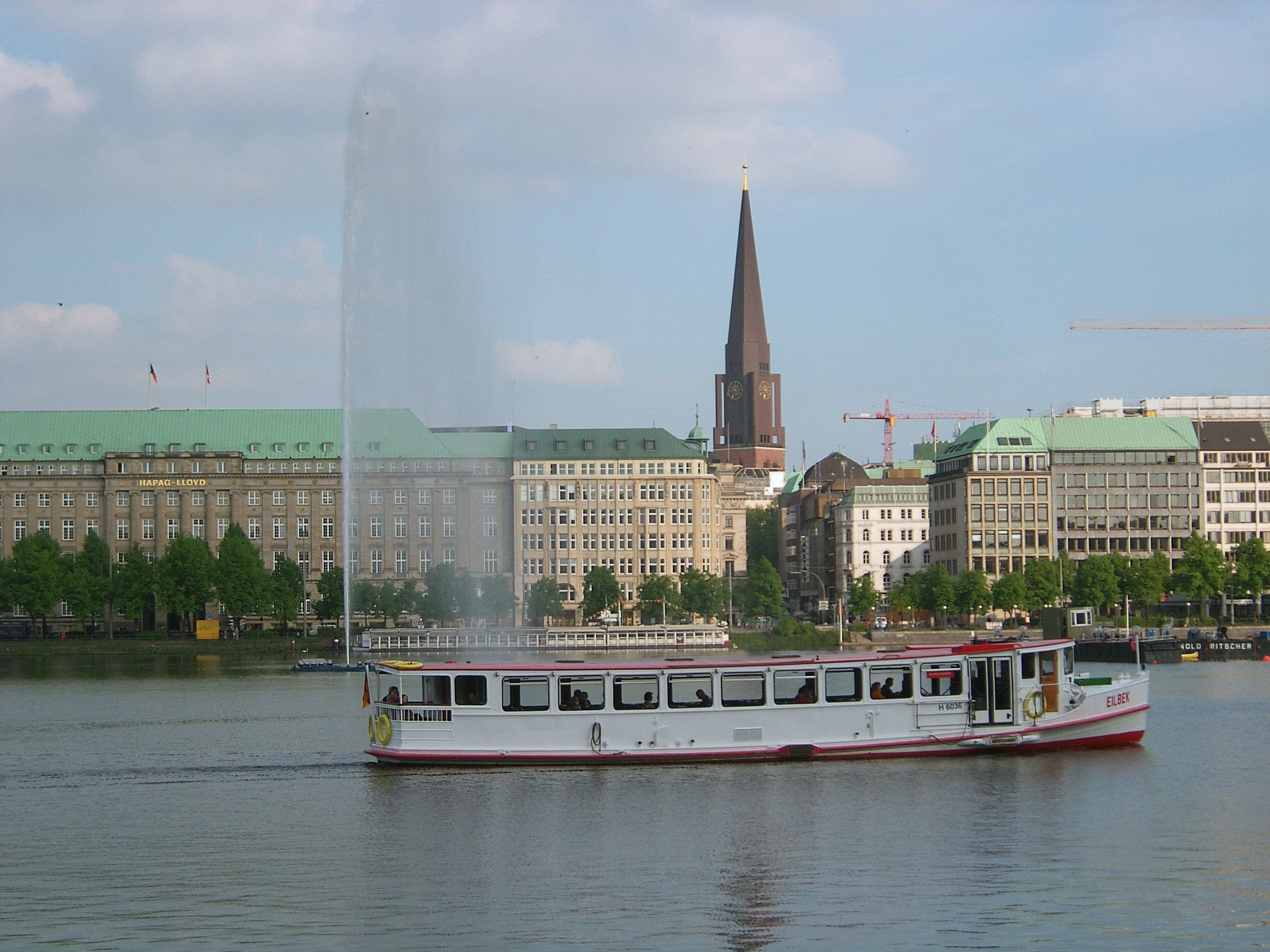
Eilbek auf der Binnenalster

Alsterdampfer oder Alsterschiffe sind Linien-, Rundfahrt- und Ausflugsschiffe, die auf der Alster und den Nebenarmen in Hamburg verkehren. Der Begriff „Alsterdampfer“  ist, bis auf eine Ausnahme, die St. Georg, seit den 1930er-Jahren nicht mehr zutreffend – seit damals werden Motorschiffe eingesetzt – unter Laien aber immer noch üblich.

## Geschichte

Postkarte zum Streik der Alsterdampfer im Frühjahr 1908

Am 15. Juni 1859 nahm das erste Alsterdampfschiff, die Alina, den Linienbetrieb auf der Binnen- und Außenalster sowie den angrenzenden Kanälen auf. Der Linienverkehr bestand zwischen dem Mühlenkamper Fährhaus auf der Uhlenhorst, dem Winterhuder Fährhaus und dem Jungfernstieg mit mehreren Anlegestellen auf der Strecke. 1890 kam eine Linie über den Eilbekkanal nach Barmbek dazu.
Im Oktober 1901 gab es folgende „Alster-Dampfböte“:
- Jungfernstieg – Uhlenhorst, Auguststr. – Walhalla (– Rabenstraße) (7–22:30 Uhr 10-Minuten-Takt, danach bis 0 Uhr 20-Min-Takt)
- Jungfernstieg – Schwanenwik – Mundsburger Brücke – Kuhmühle – Lessingstr. – Richardstr. – Von-Essen-Str. (4:30–7 Uhr 20-Min-Takt, 7–22 Uhr 10-Min-Takt, danach bis 0:30 20-Min-Takt)
- Jungfernstieg – Rabenstr. – Uhlenhorster Fährhaus (4:30–6:30 Uhr 10-Min-Takt, 6:30–22:30 Uhr 5-Min-Takt, danach bis 1 Uhr 20-Min-Takt)
- Jungfernstieg – Rabenstr. – Sierichstraßenbrücke – Mühlenkamp (4:30–6:30 Uhr 20-Min-Takt, 6:30–22:30 Uhr 10-Min-Takt, danach bis 1:30 Uhr 20-Min-Takt)
- Jungfernstieg – Rabenstr. – Winterhude, Bellevue – Fernsicht – Frauenthal – Winterhuder Fährhaus (5–23 Uhr 20-Min-Takt, sonn-/feiertags 10-Min-Takt, danach bis 0 Uhr 20-Min-Takt)
- Rabenstraße – Auguststr. – Walhalla / – Lohmühlenstr. / – Schwanenwik – Mundsburger Brücke – Kuhmühle – Lessingstr. – Richardstr. – Von-Essen-Str. (5:30–6:50 Uhr 20-Min-Takt, 6:50–22:00 Uhr 10-Min-Takt, danach bis 12:20 Uhr 20-Min-Takt)

Zur Jahrhundertwende verkehrten rund 30 Dampfschiffe auf der Alster. Im Jahr 1911 erreichten die Passagierzahlen die 11-Millionen-Grenze, die Alsterdampfer waren damals ein leistungsfähiges und preiswertes Nahverkehrsmittel. Es gab einen Linienverkehr im 10- oder 20-Minuten-Takt.

### Die Zeit zwischen den Weltkriegen
Nach dem Ersten Weltkrieg (1. April 1919) übernahm die Hamburger Hochbahn AG (HHA) den Betrieb von der Alsterdampfschiffahrts-GmbH mit 35 Dampfern und fünf Schuten. In den Jahren 1924 bis 1935 übertrug sie den technischen Betrieb jedoch der Ewerführerei Lütgens & Reimers. Die Fahrgastzahlen erreichten in den „Goldenen Zwanzigern“ pro Jahr nur noch rund 6 Millionen, in den 1930er Jahren lagen sie bereits unter 4 Millionen. Straßenbahnen, Omnibuslinien und die U-Bahn wurden als Verkehrsmittel attraktiver als die langsamen Alsterdampfer. Dennoch ließ die HHA ab 1935 bis 1939 zehn Motorschiffe bauen. Einige davon wurden im Laufe der Jahre mehrfach umgebaut und gehören noch heute zur Alsterflotte.
1937 gab es folgende Linien:

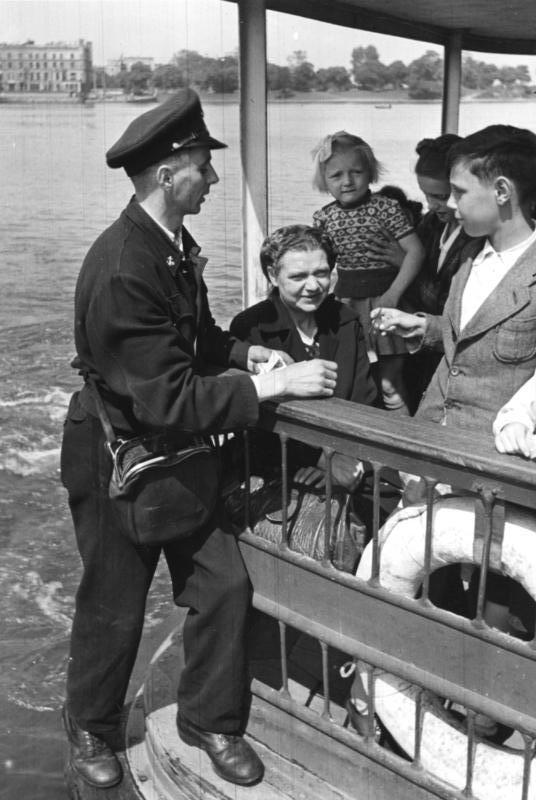
Schaffner kassiert auf Alsterfähre (1949)

Blaue Flagge:  Jungfernstieg – Lombardsbrücke – Rabenstraße – Uhlenhorster Fährhaus – Mühlenkamp – Bachstraße (12-Min-Takt)
Rote Flagge: 0Jungfernstieg – Lombardsbrücke – Schwanenwik – Mundsburg(er Brücke) – Kuhmühle – Lessingstr. – Richardstraße – Barmbeck, Von-Essen-Straße (12-Min-Takt, kein Spätverkehr)
Gelbe Flagge:  (Jungfernstieg – Lombardsbrücke – Auguststraße nur morgens und nachmittags/abends –) Uhlenhorster Fährhaus – Fernsicht – Leinpfad (Streekbrücke) – Goernestraße – Winterhude (12-Min-Takt)
Anschluss nach Ohlsdorf: Winterhude – Lattenkamp – Borsteler Chaussee – Alsterdorfer Damm – Ohlsdorf (30-Min-Takt, kein Spätverkehr)
Fähre: 0 Harvestehude, Fährdamm – Uhlenhorster Fährhaus (15-Min-Takt)
An der Von-Essen-Straße konnte man in die Straßenbahn-Linie 21 zum Barmbecker Bahnhof umsteigen.
In den 1920er und 30er Jahren gab es in den Sommermonaten einen Anschluss-Linienverkehr mit Barkassen ab Mühlenkamp zur damaligen Stadthalle am Stadtparksee in Winterhude bzw. ab Winterhuder Fährhaus über den damals neuen Alsterkanal bis Ohlsdorf. Dabei wurden auch Anleger am Lattenkamp, Deelböge und am Alsterdorfer Damm bedient. Für einen dichten Taktabstand auf diesen Strecken (in Spitzenzeiten 20-Minuten-Takt) wurden hierfür zwei Serien mit je fünf Barkassen gebaut. Diese erhielten zunächst Namen wie Klaus (die spätere Aue), Lulu und Irmgard. 1930 folgte als letzte, elfte Barkasse Clementine (die spätere Kollau) mit vollständiger Überdachung. Sie diente Mitte der 1930er Jahre als Vorbild für den Umbau der anderen Barkassen. Gleichzeitig erhielten viele Alsterdampfer neue Namen: Jetzt waren Tugenden wie Entschlossenheit, Kameradschaft, Glaube und Wahrheit als Schiffsnamen gefragt. Die fünf älteren Barkassen wurden verkauft. 1941 erfolgte der Verkauf der Emmy / Treue. Die ab Mitte der 1930er Jahre neu gelieferten Fahrgastschiffe mit Verbrennungsmotoren erhielten Namen nach Personen des Dritten Reiches.
Wenige Tage vor dem Ausbruch des Zweiten Weltkriegs musste der Betrieb auf den Alsterlinien wegen Treibstoff- und Personalmangel eingestellt werden. Die Fähre war bis 1944 in Betrieb.

### Linienverkehr nach dem Zweiten Weltkrieg
Nach einer kriegsbedingten Unterbrechung wurde der Betrieb Ende 1946 als reguläres Verkehrsmittel der HHA wiederaufgenommen. Von den Barkassen waren noch vier vorhanden, sie erhielten die neuen Namen Grevenau, Mühlenau (beide 1957 verkauft), Collau (verkauft 1992) sowie Aue und wurden u. a. als Alsterfähre eingesetzt. Ein Linienverkehr zum Stadtpark und bis Ohlsdorf konnten nicht wieder aufgenommen werden. Im Jahr 1950 wurden 3,4 Millionen Passagiere gezählt.
Auch der Neubau von Motorschiffen begann 1951 wieder, die Goldbek und die Eilbek wurden mit dieselelektrischen Antrieb 1951 bzw. 1952 in Betrieb genommen. Als für lange Zeit letztes in Deutschland gebautes Alsterschiff ging 1956 die Rodenbek mit reinem Dieselantrieb in Betrieb. Ab 1958 (Barkasse Eilenau, verkauft 1994) kamen in den Niederlanden gebaute Rundfahrtboote nach Amsterdamer Vorbild auf die Alster, deren Bau dort war für die HHA billiger.
Das Schwesterschiff der Barkasse Aue, die 1959 in Holland umgebaute Kollau, erhielt 1961 als erstes Schiff elektrische Anlegemagnete für den Ein-Mann-Betrieb. In den 1970er Jahren wurden alle Alsterschiffe in Linienfahrt damit ausgerüstet. Damit der Festmacher und Kassierer eingespart werden konnte, mussten weitere Umbauten erfolgen. Die Fahrgasttüren wurden durch – vom Schiffsführer elektrisch fernbediente – zweiteilige Schwenktüren (wie beim Hamburger Straßenbahn-Wagentyp V7) ersetzt. Die Einstiegstüren mussten zur Einführung des Fahrgastflusses nach vorn zum Schiffsführer verlegt werden, dieser bekam außerdem eine Kasse mit dem damals bei der HHA üblichen TIM-Fahrscheindrucker.

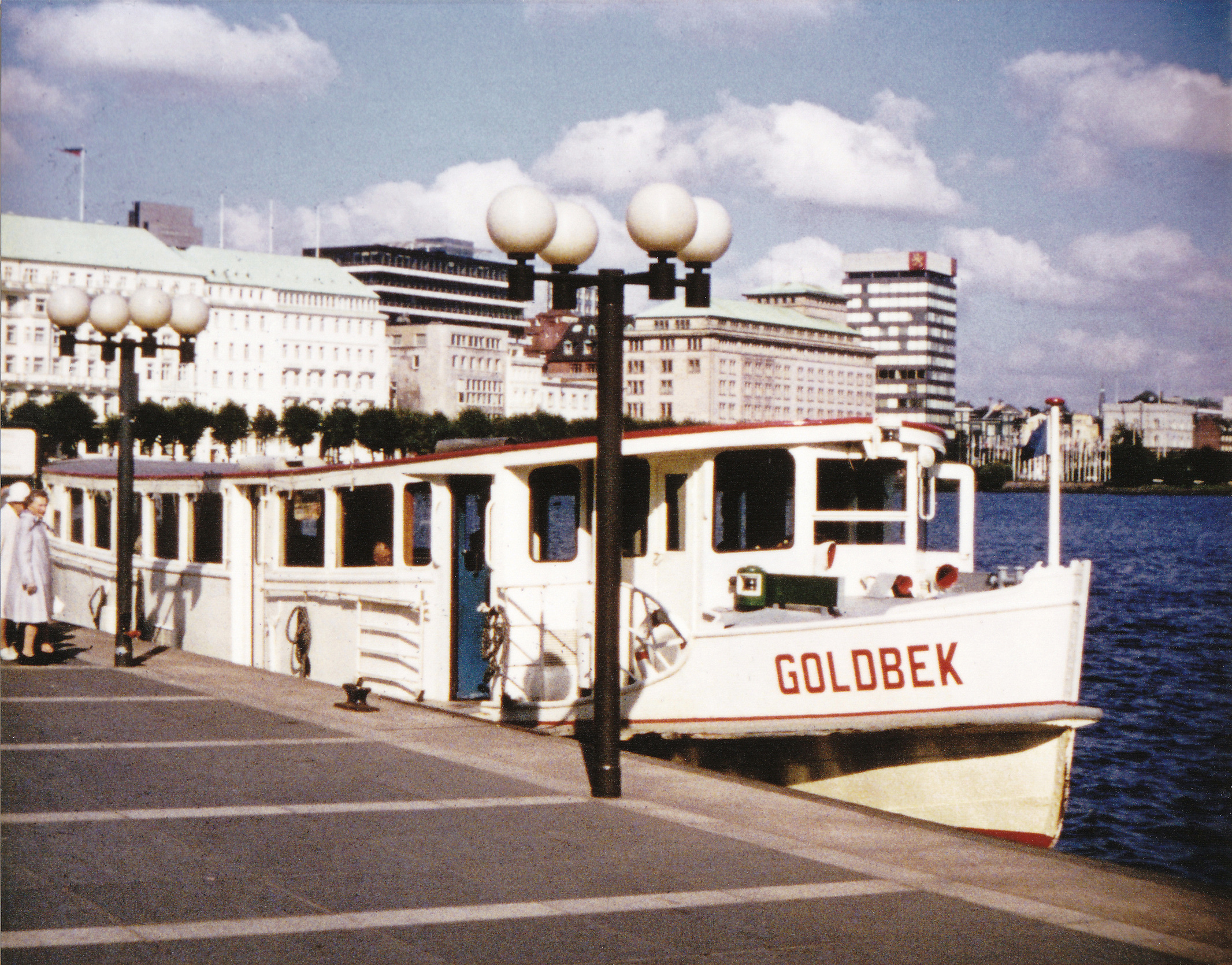
Jungfernstieg im Mai 1977: Schiff mit Fahrgastfluss auf der Linie 52 (blaue Flagge) zur Saarlandstraße

Die HHA betrieb in der Nachkriegszeit zunächst zwei, später drei Linien und eine Fähre. Angeboten wurde bis in die 1960er Jahre ein 20-Minuten-Takt (Alsterfähre 15-Minuten), später gab es dann einen 30-Minuten-Takt. Die Alsterschiffe waren beispielsweise für den Bereich Bachstraße/Saarlandstraße (Jarrestadt, Barmbek-Süd) die günstigste, wenn auch etwas langsame Verbindung zur Innenstadt oder nach Harvestehude, denn bis 1957 gab es hier außer U-Bahn-Ring und Straßenbahn (am Mühlenkamp) keine weiteren ÖPNV-Linien. Erst 1957 wurde eine Omnibuslinie als Schnellbus (36) zur Jarrestadt eingerichtet. Bis zur späteren Anbindung mit den Stadtbuslinien 172/173 vergingen noch einige Jahre.
Mit der Einrichtung des Hamburger Verkehrsverbundes (HVV) 1965 wurden die Linien in das normale Angebot der Tarifgemeinschaft integriert. In den Folgejahren schrumpften die Fahrgastzahlen jedoch. Die Attraktivität litt u. a. auch durch die damals umfangreichen U- und S-Bahn-Bauarbeiten am Haupt-Anleger Jungfernstieg (1973 Inbetriebnahme des Schnellbahnknotens unter der Binnenalster). Zwischen 1962 und 1968 wurden jährlich 1,7 bis 1,9 Millionen Fahrgäste gezählt, 1969 waren es nur noch 1,5 Millionen.
Die Schiffe waren zur Linienbezeichnung mit unterschiedlichen Fahnen kennzeichnet. Es gab die gelbe, die blaue und die grüne Flagge. In Zusammenhang mit der Umstellung der Linienbezeichnungen im Stadtbusnetz (zweistellige Buslinien nun dreistellig) wurden Ende Juli 1968 zusätzlich Nummern eingeführt:
| 51 | Jungfernstieg – Atlantic – Rabenstraße – Uhlenhorster Fährhaus – Krugkoppelbrücke – Streekbrücke – Winterhuder Fährhaus |
| 52 | Jungfernstieg – Atlantic – Rabenstraße – Uhlenhorster Fährhaus – Mühlenkamp – Bachstraße – Saarlandstraße               |
| 53 | Jungfernstieg – Mundsburger Brücke – Rabenstraße                                                                        |
| 55 | Alsterfähre: Fährdamm – Uhlenhorster Fährhaus (Anschluss an Linien 51/52)                                               |

Im Linienbetrieb kamen etwa zwölf Schiffe (gebaut in den Jahren 1935–1939 bzw. 1951–1959) und zwei kleinere Fähren (Kollau und Aue) zum Einsatz. Die grüne Linie wurde 1962 zunächst ab Jungfernstieg direkt zur Rabenstraße und bis Mundsburger Brücke eingerichtet. Sie erhielt bald einen geänderten Linienweg und wurde wegen geringer Fahrgastzahlen bereits im Dezember 1975 eingestellt. Die beiden anderen Linien und die Fähre wurden bis zum Frühjahr 1984 innerhalb des HVV betrieben. Ab Jungfernstieg betrug die Fahrzeit zum Winterhuder Fährhaus 33, zur Saarlandstraße 35, Bachstraße 26 und bis Uhlenhorster Fährhaus 16 Minuten.
Im Jahr 1978 wurden mit 17 Schiffen auf 0,15 Mio. Schiffskilometern bei einer mittleren Reisegeschwindigkeit von 10,4 km/h 1,4 Millionen Fahrgäste befördert.

### Wiederbelebung des Linienverkehrs
Immer wieder gab es Initiativen zur Wiederbelebung eines umfassenden Linienverkehrs mit Fahrscheinen des Hamburger Verkehrsverbundes. Dieses wurde von der Hamburger Wirtschaftsbehörde mit Hinweis auf die Kosten stets abgelehnt. Daher wurde 2016 von der CDU-Hamburg eine Initiative gestartet, die zunächst lediglich im morgendlichen Berufsverkehr zwischen den Haltestellen Mühlenkamp und Jungfernstieg einen kostengünstigen Linienverkehr anstrebt. Diese Initiative wurde am 30. November 2016 mehrheitlich mit den Stimmen der SPD und GRÜNEN in der Hamburger Bürgerschaft abgelehnt. Am 1. März 2017 gab es eine Anhörung, ob nicht doch ein regelmäßiger Linienverkehr sinnvoll wäre.

### Alster-Touristik  und „Kreuzfahrt-Linie“

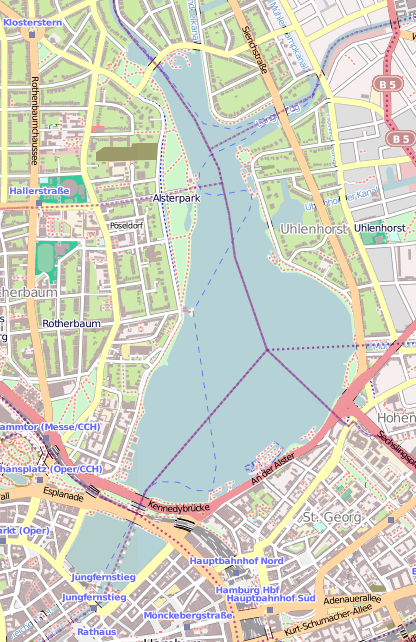
Außen- und Binnenalster mit „Kreuzfahrt-Linie“

Zusätzlich zum Linienbetrieb erlangte der Tourismus immer mehr an Bedeutung. 1956 wurden erstmals „Kaffeefahrten“, 1964 „Frühschoppen-“ und schließlich „Kanalfahrten“ angeboten. Die neu gebaute Eilenau war bereits speziell für den Ausflugs- und Rundfahrtangebote ausgestaltet. Die Alsterschifffahrt wurde dann im April 1977 aus der HHA ausgegliedert und in die Tochtergesellschaft Alster-Touristik GmbH (ATG) mit einer Neuausrichtung auf Ausflugs-, Rundfahrt- und Touristik-Angebote überführt.
Nachdem die Passagierzahlen im Linienverkehr 1983 auf 690.000 zurückgegangen waren und das jährliche Defizit eine Höhe von weit über eine Million DM erreicht hatte, wurde der bisherige Linienbetrieb innerhalb des HVV aufgegeben. Dazu erfolgte am 7. Februar 1984 ein Senatsbeschluss „zur Einstellung des defizitären Alster-Linienverkehrs“.
Die Linienschifffahrt wurde 1984 durch eine Rundfahrtlinie mit einem linearen Streckentarif (1 DM pro Anleger mit einem Höchstpreis für eine Richtung bzw. Hin- und Rückfahrten, außerhalb des HVV-Tarifs) ersetzt. Zeitfahrtausweise hatten nun keine Gültigkeit mehr. Für Senioren wurden Ermäßigungen eingeführt, denn für diese Personengruppe waren die Alsterschiffe bisher ein beliebtes und mit Senioren-Zeitkarten sehr preiswertes, oft genutztes Verkehrsmittel bzw. Ausflugsziel. Der bisherige 15-Minuten-Takt zwischen Jungfernstieg und Uhlenhorster Fährhaus wurde durch einen Stundentakt der neuen Alster-Kreuzfahrt-Linie ersetzt. 1987 übernahm die ATG die Schiffe und die Einrichtungen wie Anlegestellen von der Muttergesellschaft HHA. Die Werft zwischen Jarrestraße und Osterbekkanal blieb bei der HHA, wurde von der ATG gepachtet und an den Werftbetrieb v. Cölln unterverpachtet.
Die Alsterflotte wurde über die Jahre an die neuen Aufgaben angepasst. Die Ende der 1930er bzw. Anfang der 1950er Jahre für den Linienbetrieb gebauten Motorschiffe wurden mehrfach umgebaut (Türen, gummigefasste Fensterscheiben). Die Goldbek wurde 1987 als Salonschiff mit einer Bar eingerichtet. Anstatt 197 Fahrgäste als Linienschiff ist sie jetzt für 32 Gäste an sechs Tischen vorgesehen.
Die ATG hatte die Versicherung Volksfürsorge (seit 2008 Generali), bei der die ATG versichert ist, als Sponsor gewonnen.
Neue moderne Schiffe kamen hinzu, mit der Alstersonne wird ein Solarschiff mit Elektroantrieb eingesetzt. Ein weiteres Schiff mit Elektroantrieb ist die Alsterwasser, die ihre Energie durch zwei Brennstoffzellen erhält. Durch das dabei erzeugte heiße Wasser ist die Bezeichnung „Alsterdampfer“ dann nicht einmal verkehrt. Dieses Schiff wurde im Rahmen des Projektes Zemships (Zero Emission Ships) geplant und gebaut und am 29. August 2008 an die ATG übergeben.
Auch ein echtes Dampfschiff kehrte auf die Alster zurück: die St. Georg als Museumsschiff, das allerdings nicht der ATG, sondern dem Verein Alsterdampfschiffahrt e. V. gehört.

## Aktuelle Angebote der Alsterschifffahrt

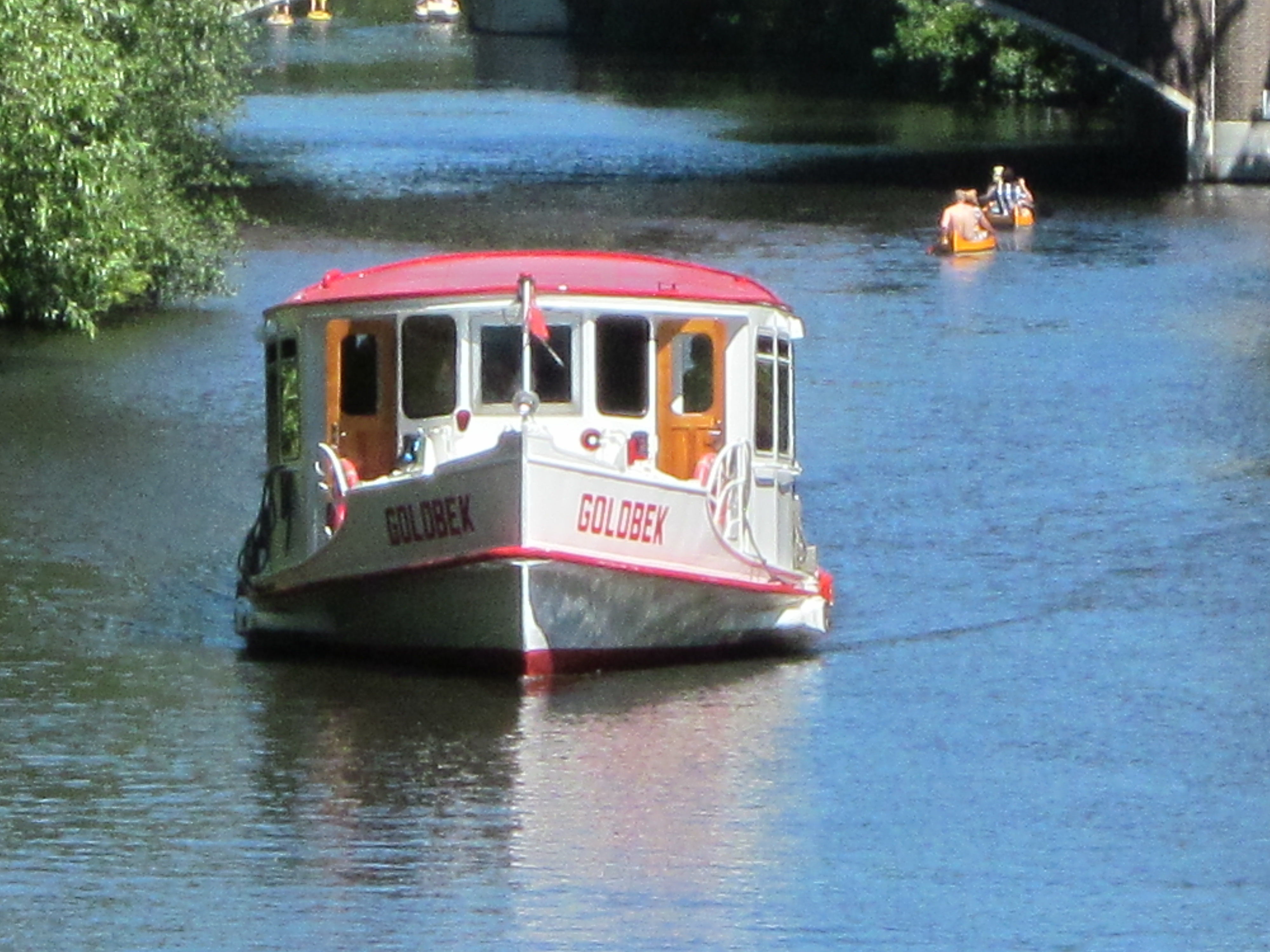
Die Goldbek auf „Kanalfahrt“ durch den gleichnamigen Kanal

### Alster-Touristik GmbH (ATG)
Anstelle der ursprünglichen Schiffslinien werden von der ATG heute jeweils von April bis Anfang Oktober „Alster-Kreuz-Fahrten“ angeboten, dabei kann an beliebigen Anlegern aus- und zugestiegen werden:
- Jungfernstieg – Atlantic – Rabenstraße – Uhlenhorster Fährhaus – Fährdamm – Mühlenkamp – Krugkoppelbrücke – Streekbrücke – Winterhuder Fährhaus und zurück.

Seit 2008 verkehrt eine Museumslinie vom Jungfernstieg, zunächst bis zum Anleger am Museum der Arbeit in Barmbek, später ohne weiteren Halt als Rundfahrt wieder zurück zum Jungfernstieg. Hierzu wird die Museums-Barkasse Aue von 1926 eingesetzt (von Mai bis September monatlich).
Das allgemeine Touristik-Angebot ab Jungfernstieg (April bis Ende Oktober) besteht aus:
- Alsterrundfahrten
- Kanalfahrten über die Außenalster und ihre Seitenkanäle
- Fleetfahrten durch die Fleete der Alt- und Neustadt und die Speicherstadt
- Vierlande-Fahrten durch die Vier- und Marschlande nach Bergedorf (mittwochs bis sonntags von Mai bis Anfang Oktober)
- Dämmertörn (von Mai bis Anfang Oktober täglich ab 20 Uhr)

Ab November und in den Wintermonaten werden Rundfahrten als „Punschfahrt“ angeboten.
2013 wurden von der ATG knapp 385.000 Passagiere befördert.

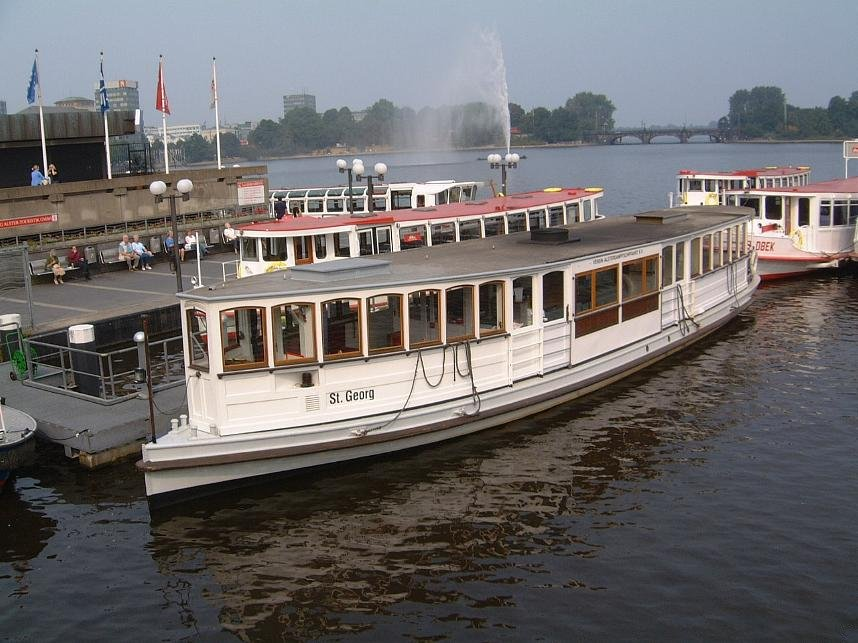
Museumsdampfer St. Georg

### Verein Alsterdampfschiffahrt e. V.
An einigen Tagen Anfangs wurden Fahrten mit dem Museumsdampfer St.Georg (Baujahr 1876 als Falke, später Galatea (1911), St. Georg (1936), nach dem Zweiten Weltkrieg über Umwege auf der Havel in West-Berlin als MS Deutschland, später Planet in Betrieb) ab Jungfernstieg nach Alsterdorf und zurück angeboten. Seit der Restaurierung und Rückkehr auf die Alster 1994 protestiert die ATG gegen dieses als Konkurrenz betrachtete Angebot stark, und versucht, den Einsatz der St. Georg immer wieder zu verhindern. Dennoch fährt der Museumsdampfer heutzutage inzwischen tägliche Rundfahrten auf der Alster.

## Die Alsterschiffe

### Die heutige Flotte der ATG

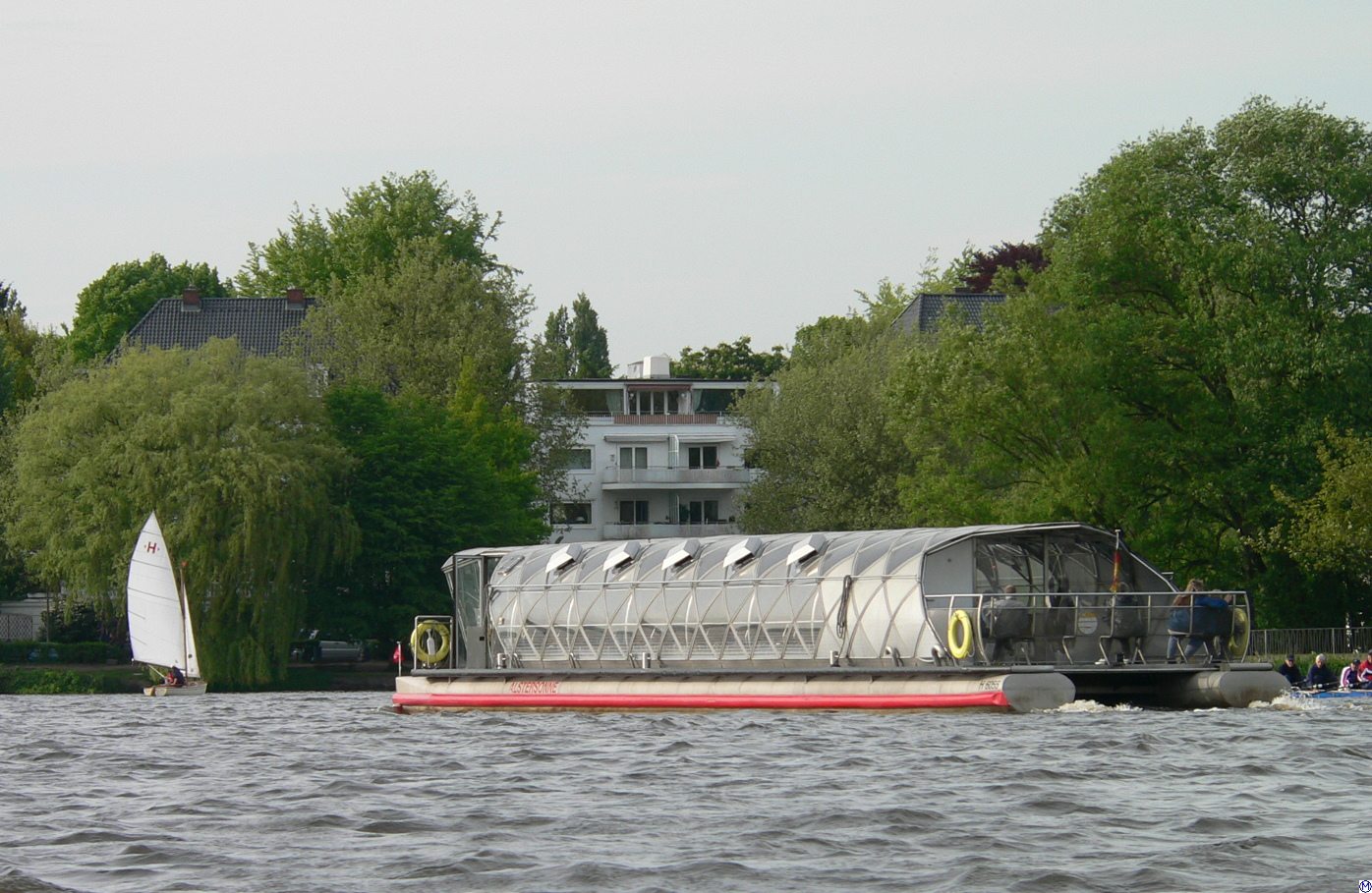
Solarschiff Alstersonne

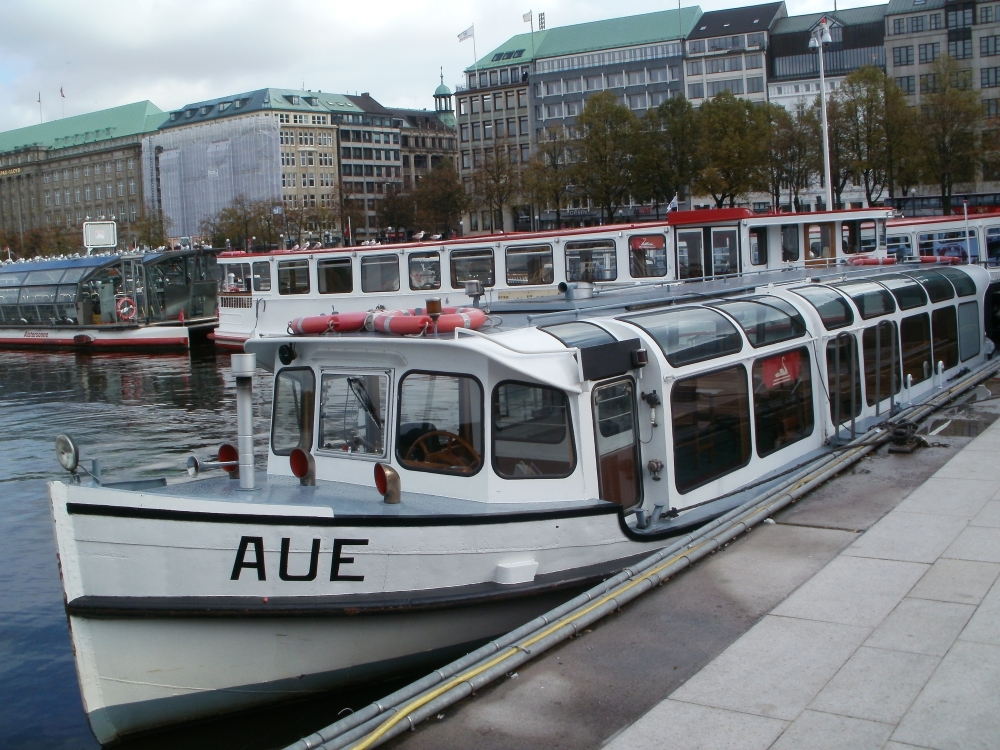
Motorbarkasse Aue

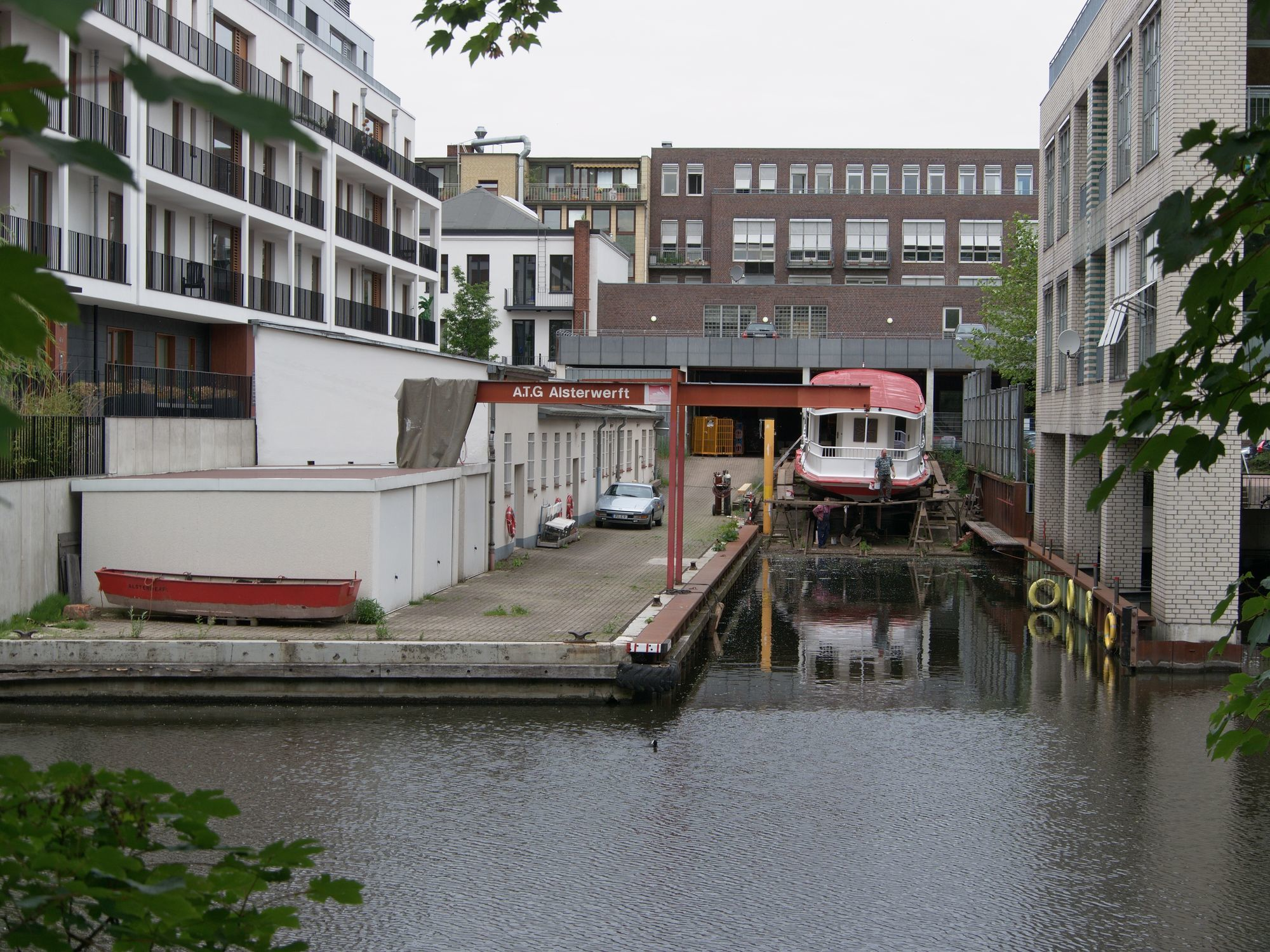
Die Goldbek in der ATG-Werft am Osterbekkanal

Die ATG betreibt heute 18 Alsterschiffe, die im Jahr 2012 mehr als 400.000 Fahrgästen beförderten.
Als technische Innovation ist neben der mit Brennstoffzellen betriebenen Alsterwasser die Alstersonne zu erwähnen, seit 2000 im Einsatz. Dies ist ein Zweirumpf-Katamaran mit Photovoltaik-Elementen. Das 25,53 m lange Schiff verfügt über 6 Tonnen schwere Gel-Akkumulatoren, die einen Betrieb mit Elektromotoren mit einer Geschwindigkeit von rund 5 Knoten für 110 Passagiere erlauben. Die 78 Kunststoff-Solarmodule erzeugen Strom von bis zu 5 kW. Gebaut wurde das Schiff von den Firmen Kopf AG und Sunovation GmbH.
| Schiffsname          | Typ                         | Länge (in m) | Breite (in m) | Tiefgang leer (in m) | Motor-Leistung | Baujahr | (letzter) Umbau             | Anmerkung                                   |
| -------------------- | --------------------------- | ------------ | ------------- | -------------------- | -------------- | ------- | --------------------------- | ------------------------------------------- |
| Alster-Cabrio I      | Alster-Cabrio               | 21,93        |               |                      |                | 1995    |                             | oben offenes Schiff                         |
| Alster-Cabrio II     | Alster-Cabrio               | 21,93        |               |                      |                | 1996    |                             | oben offenes Schiff                         |
| Alsterschipper (2)   | Flachschiff                 | 25,60        |               |                      |                | 1998    |                             |                                             |
| Alsterschwan         | Flachschiff                 | 25,60        |               |                      |                | 2006    |                             |                                             |
| Alstersonne          | Solar-Katamaran             | 25,53        |               |                      |                | 2000    |                             | Solarschiff                                 |
| Alsterwasser         | Zemships                    | 25,56        |               |                      |                | 2008    |                             | Wasserstoffantrieb (Brennstoffzellen)       |
| Ammersbek            | traditionelles Alsterschiff | 20,53        | 5,13          | 1,21                 | 74 kW          | 1939/40 | 1979/1981                   |                                             |
| Aue                  | Barkasse                    | 15,95        | 4,12          | 1,22                 | 55 kW          | 1926    | 1999–2004                   | Museumsschiff (Denkmalschutz)               |
| Bredenbek            | traditionelles Alsterschiff | 20,55        | 5,17          | 1,20                 | 79 kW          | 1938    | 1977, 1984                  | 1946/47 für HADAG auf der Schwinge          |
| Eilbek               | traditionelles Alsterschiff | 22,22        | 4,94          | 1,18                 | 100 kW         | 1952    | 1961, 1970, 1981, 2023/2024 | umgebaut auf Elektroantrieb mit 6 Batterien |
| Fleetenkieker (2)    | Flachschiff                 | 25,60        |               |                      |                | 2003    |                             |                                             |
| Goldbek              | Charterschiff               | 22,22        | 4,96          | 1,22                 | 66 kW          | 1951    | 1961, 1971, 1987            | ehem. traditionelles Alsterschiff           |
| Quartierslüüd        | Flachschiff                 | 25,80        |               |                      |                | 1994    |                             |                                             |
| Saselbek             | traditionelles Alsterschiff | 20,62        | 5,15          | 1.23                 | 74 kW          | 1937    | 1980 und 1996               | 1946/47 für HADAG auf der Schwinge          |
| Schleusenwärter S.C. | Flachschiff                 | 24,72        |               |                      |                | 1990    |                             |                                             |
| Seebek               | Amsterdamer Rundfahrtboot   | 21,85        | 5,12          | 1,15                 | 74 kW          | 1959    | 1964, 1969, 1981            | auch für Staatsbesuche genutzt              |
| Sielbek              | traditionelles Alsterschiff | 20,52        | 5,11          | 1,38                 | 77 kW          | 1939/40 | 1978, 1984                  |                                             |
| Susebek              | traditionelles Alsterschiff | 20,51        | 5,17          | 1,20                 | 74 kW          | 1937    | 1977, 1984, 1995            | 1946/47 für HADAG auf der Schwinge          |

### Auswahl ehemaliger Schiffe
| Schiffsname    | Typ                         | Länge (in m) | Breite (in m) | Tiefgang leer (in m) | Motor-Leistung | Baujahr | Umbau                                                                         | Anmerkung |
| -------------- | --------------------------- | ------------ | ------------- | -------------------- | -------------- | ------- | ----------------------------------------------------------------------------- | --- |
| Alster         | traditionelles Alsterschiff |              |               |                      |                | 1931    | 1951 Umbau zum Motorschiff                                                    | letzter Alsterdampfer, 1964 ausgemustert, liegt als Restaurantschiff auf der Binnenalster (am Ballindamm)                       |
| Alsterschipper | Flachschiff                 | 21,52        | 4,78          | 1,12                 | 100 kW         | 1977    |                                                                               | bis 2019 als Onkel Albert von Prenzlau bei der Fahrgastschifffahrt Uckerseen in Betrieb, dann Verkauf                           |
| Eilenau        | Rundfahrtbarkasse           | 19,81        | 4,81          | 1,15                 | 94 kW          | 1958    | 1964 und 1980                                                                 | 1994 verkauft; fährt nach Umbau mit zusätzlichem Oberdeck seit 2000 unter dem Namen Cospuden auf dem Cospudener See bei Leipzig |
| Fleetenkieker  | Flachschiff                 | 21,52        | 4,78          | 1,12                 | 100 kW         | 1976    |                                                                               | erstes Schiff mit WC |
| Isebek         |                             | 21,16        | 4,68          | 1,10                 | 74 kW          | 1934    | 1960/61 und 1986                                                              | ehem. traditionelles Alsterschiff, 1961 rekonstruiert                                                                           |
| Hamburg        |                             | 23,65        |               |                      |                | 1872    | 1946 und 1954                                                                 | als Mocambo auf der Oste in Fahrt                                                                                               |
| Kollau         | Barkasse                    | 16,13        | 4,31          | 1,21                 | 52 kW          | 1930    | 1936; 1959                                                                    | in Holland mit neuem Aufbau versehen                                                                                            |
| Osterbek       | traditionelles Alsterschiff | 20,56        | 4,89          | 1,18                 | 74 kW          | 1936    | 1966 und 1973                                                                 | 2009 verschrottet |
| Reiher         |                             | 20,95        |               |                      |                | 1879    | 1990                                                                          | als Scherri heute noch auf dem Schermützelsee                                                                                   |
| Rodenbek       | traditionelles Alsterschiff | 22,22        | 4,98          | 1,19                 | 84 kW          | 1956    | 1977; 1981; 1983                                                              | Kaffeefahrten, Charterschiff, 2007 verschrottet                                                                                 |
| Tarpenbek      | traditionelles Alsterschiff | 20,50        | 4,70          | 1,08                 | 74 kW          | 1935    | 1959; 1963 Umbau zum Einmannschiff mit Anlegemagneten und Fahrgastfluss; 1979 | liegt (Stand 2021) am Lotsekanal im alten Harburger Hafen, Hamburg                                                              |